# Thomas Percy (Bischof, 1729)
Thomas Percy (* 13. April 1729 in Bridgnorth, England; † 30. September 1811 in  Dromore) war ein englischer Dichter und anglikanischer Bischof von Dromore (im nördlichen Irland).

## Leben
Percy erhielt seine Ausbildung in den Jahren 1746 bis 1753 an der University of Oxford. Im Jahr 1782 wurde Percy Bischof von Dromore in Nordirland. Im Jahr 1759 heiratete er Anne Gutterridge, die 1806 starb.
Percy war mit James Boswell, Samuel Johnson, Joseph Warton und Thomas Warton befreundet.
Während seiner Zeit als Pfarrer von Easton Maudit stieß Percy 1756 im Haus eines Freundes auf eine später nach ihm benannte Percy Folio MS benannte Handschriftensammlung des Mittelalters, die man um 1650 nach mündlichem Vortrag in Lancashire und Cheshire aufgezeichnet hatte. Da sie in dem Haus zum Anfachen des Kamins benutzt wurde, fehlten bereits Teile. Durch das Binden des Manuskripts gingen weitere Abschnitte verloren. Unter den 191 erhaltenen Texten waren mittelalterliche Arthusromanzen, Gedichte des 16. und 17. Jahrhunderts und Straßenlieder sowie volkstümliche und ritterlicher Abenteuergeschichten und Balladen über Robin Hood. Samuel Johnson und der Dichter William Shenstone ermutigten Percy zur Publikation der Sammlung, die nach einer ersten Auflage von 1765 (Reliques of Ancient English Poetry, Cosisting of old heroic Ballads, Songs and other Pieces of our earlier Poets (chiefly of the Lyric Kind), togehter with some few of later date, London), erst 1867/68 nach langjährigen Bearbeitungen Percys und weiterer Bearbeiter fertiggestellt wird. Diese hingegen bildete die Grundlage für F. J. Childs Sammlung The English and Scottish Popular Ballads (1882–1898).
Durch seine lebenslange Sammlung englischer Balladen schuf Percy nicht nur die Basis für die nach ihm kommenden systematischen Literaturwissenschaftler, sondern beeinflusste auch die deutsche Lyrik.
Im Jahr 1761 übersetzte Percy eine Arbeit über die Geschichte Chinas aus dem Portugiesischen, im Jahr 1763 veröffentlichte er Five Pieces of Runic Poetry. Im Jahr 1765 folgte Reliques of Ancient English Poetry, im Jahr 1770 Northern Antiquities, die Übersetzung der Geschichte Dänemarks von Henri Mallet,  1771 The Hermit of Warkworth.